# Elecciones generales de Kuwait de 1967
Elecciones parlamentarias tuvieron lugar en Kuwait el 25 de enero de 1967. Los candidatos progobierno se mantuvieron como el bloque mayoritario en el parlamento. La participación fue de 65,6%.

## Resultados
| Partido                | Votos  | %   | Escaños | +/– |
| ---------------------- | ------ | --- | ------- | --- |
| Candidatos progobierno |        |     | 20      | +1  |
| Independentes          |        |     | 17      | +1  |
| Candidatos chiitas     |        |     | 8       | +2  |
| Oposición secular      |        |     | 4       | –4  |
| Candidatos sunitas     |        |     | 1       | 0   |
| Votos nulos/blancos    | –      | –   | –       | –   |
| Total                  | 17,590 | 100 | 50      | 0   |
| Fuente: Nohlen et al.  |        |     |         |     |